# Wittsand
Der Wittsand ist eine dynamische Sandbank im Hamburger Wattenmeer, die sich durch ihre Lage, ökologische Bedeutung und ständige Veränderungen auszeichnet. Sie ist ein bedeutender Lebensraum für Brutvögel und Seehunde, jedoch stark von Überflutungen und natürlichen Dynamiken geprägt.

## Geographie
Der Wittsand liegt westlich der oberen Ausläufer des Wittsandlochs im Hamburger Wattenmeer. Er ist von Neuwerk aus sichtbar und befindet sich südlich der Düneninseln Scharhörn und Nigehörn.

## Geologie
Der Wittsand ist eine Sand-Schill-Bank, die durch die natürliche Dynamik des Wattenmeeres geformt wurde. Er ist nicht lagestabil und unterliegt ständigen Lage- und Größenveränderungen. Die Fläche variiert stark, von 3,0 ha (2022) bis zu 16,6 ha (2016).

## Klima
Allgemein ist das Wattenmeer von einem gemäßigten Klima geprägt, mit häufigen Hochwasserereignissen, die die Sandbank beeinflussen.

## Flora und Fauna

### Flora
Schlickgras und Queller sind die häufigsten Pflanzen, jedoch nur sporadisch und nicht dauerhaft. Pionierarten wie Meersenf und Salzmiere treten gelegentlich auf.

### Fauna
Der Wittsand ist ein wichtiger Brutplatz für Küsten- und Flussseeschwalben sowie Austernfischer. Zwergseeschwalben brüten selten. Seehunde und gelegentlich Kegelrobben nutzen die Sandbank als Ruheplatz. Rastvögel wie Limikolen, Möwen und Enten sind ebenfalls häufig.

## Geschichte

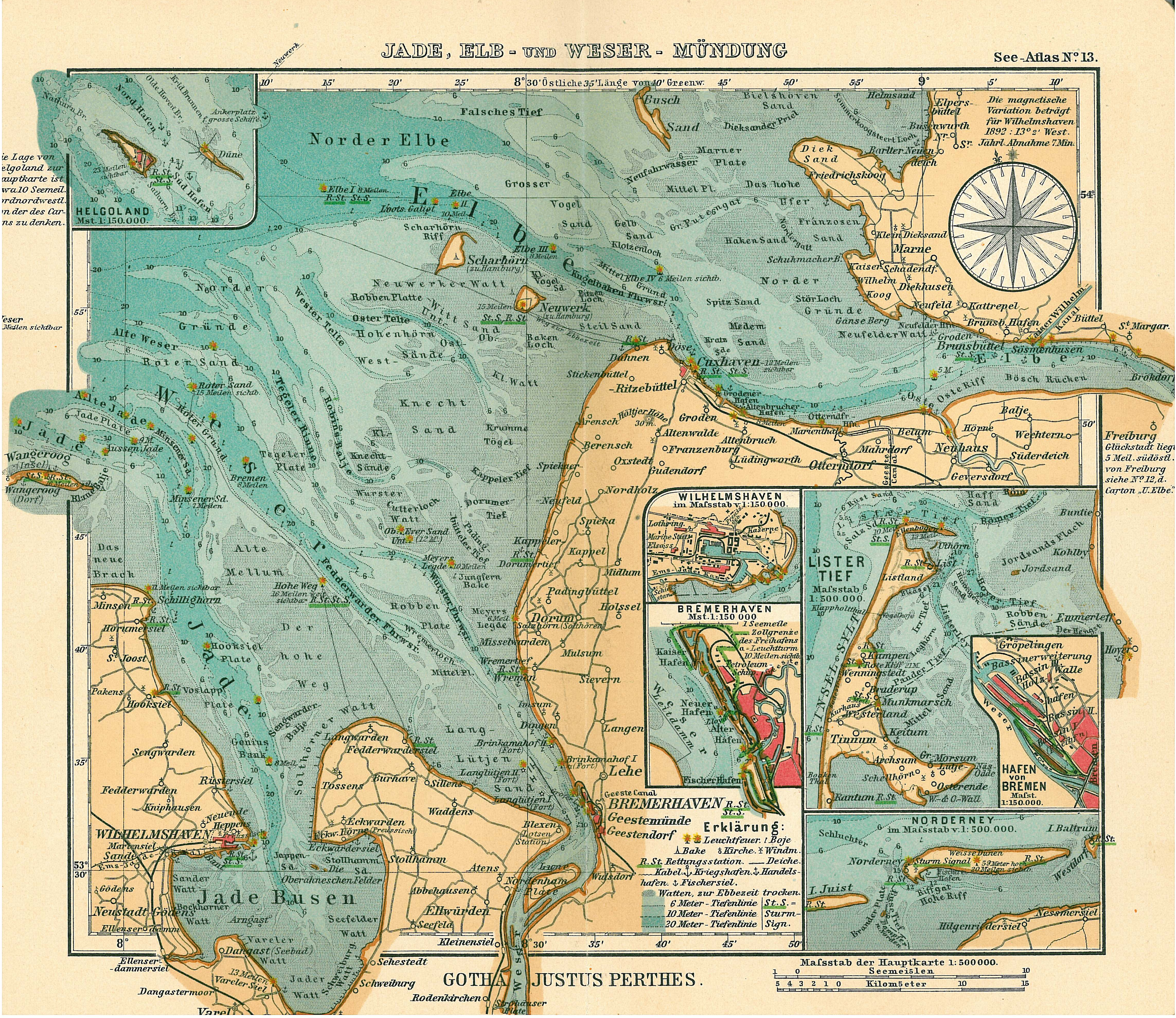
Unterer und Oberer Wittsand (7°25' N / 53°55' O) in einer Karte der Jade, Elb- und Weser-Mündung (1906)

Auf vielen alten Seekarten der Deutschen Bucht ist der Wittsand (auch Bottsand oder Wittersand) im Neuwerker Watt verzeichnet. Im zwanzigsten Jahrhundert wird er auch häufig durch ein Priel getrennt als Unterer Wittsand (westlich) und Oberer Wittsand (östlich) ausgewiesen. Letzterer existiert so heute nicht mehr sichtbar.
Erst seit 2006 wird er regelmäßig im Rahmen des Monitoring-Programms des Nationalparks untersucht. Seitdem sind seine ökologische Bedeutung und Dynamik besser dokumentiert.

## Sehenswürdigkeiten
Die Sandbank ist ein ökologisch hochsensibler Lebensraum und Brutgebiet für seltene Vogelarten. Sie erfüllt alle Anforderungen an ein dynamisches System und ist ein bedeutender Ruheplatz für Seehunde. Ihre natürliche Dynamik macht sie einzigartig im Wattenmeer.

## Wirtschaft und Infrastruktur
Es gibt keine wirtschaftliche Nutzung oder Infrastruktur auf dem Wittsand. Der Bereich ist Teil der absoluten Schutzzone des Nationalparks Hamburgisches Wattenmeer und unterliegt einem strikten Betretungsverbot.
In der verworfenen Planung für den Hamburger Tiefwasserhafen war auf dem Wittsand der Hafenbahnhof vorgesehen.